# Еглинтон (острво)
Острво Еглинтон (енгл. Eglinton Island) је једно од острва у канадском арктичком архипелагу. Острво је у саставу Сјеверозападне територије, Канада. Налази се јужно од острва Принца Патрика. 
Површина износи око 1541 km². Острво је ненасељено. Открили су га 1853. истраживачи Френсис Леополд МекКлинток (Francis Leopold McClintock) и Џорџ Мечам (George Mecham).